# Estanislao de Jesús y María
Estanislao de Jesús y María Sch. P. o según su nombre de nacimiento Jan Papczyński, también conocido como Stanisław Papczyński, (Podegrodzie, 18 de mayo de 1631-Góra Kalwaria, 17 de septiembre de 1701) fue un sacerdote escolapio polaco, fundador de la Orden de Clérigos Marianos de la Inmaculada Virgen María (Instituto que en 1909 cambiaría a estatus de congregación), primera Orden religiosa nacida en Polonia. Es venerado como santo en la Iglesia católica.

## Biografía

### Infancia y vida como escolapio
Jan Papczynski nació el 18 de mayo de 1631 en Podegrodzie, Polonia, en el seno de una familia de artesanos. Realizó sus primeros estudios en la escuela media parroquial de su pueblo, probablemente entre 1649 y 1650. Entró en la Orden de los Clérigos Regulares de las Escuelas Pías e hizo su noviciado en el convento de Podoliniec, donde cambió su nombre por el de Estanislao de Jesús y María. Trasladado a Varsovia para realizar sus estudios de Teología, profesó sus primeros votos en 1656 y fue ordenado diácono y sacerdote en 1661.
Entre 1663 y 1669 adquirió gran fama por sus dotes de predicador. Se cuenta que eran muchos los que acudían a él para confesarse, entre estos penitentes se encontraba también el nuncio apostólico de Polonia, Antonio Pignatelli (futuro papa Inocencio XII). Estanislao se dedicó a la reforma de los escolapios en Polonia, resolvió problemas internos del instituto y se preocupó porque se viviese una estricta observancia de la Regla. La provincia polaca estaba dividida entre quienes querían seguir tales observancias y quienes estaban acomodados al estilo de vida que hasta el momento se llevaba. La no solución del conflicto provocó que se retirara de la Orden en 1670.

### Fundador de los Padres marianos
Deseoso de vivir de una manera más observante, Estanislao de Jesús y María decidió fundar una nueva Orden religiosa, compuesta por eremitas dedicados a la propagación del culto de la Virgen María y del dogma de la Inmaculada Concepción (dos siglos antes de la proclamación del dogma). Los eremitas tomaron el hábito blanco característico de la Orden e iniciaron vida comunitaria en Korabiew (hoy conocida como Puszcza Marianskè). Estanislao fue nombrado superior de la nueva comunidad. Fundó una segunda casa en 1677, en la misma ciudad, donde se dedicó a una intensa actividad apostólica en favor de los pobres y de los campesinos. Contrario a lo que pretendía el fundador, para poder lograr una aprobación canónica del instituto, debieron asumir una Regla de vida de una Orden ya existente y el trabajo pastoral en parroquias, de ahí el nombre de Clérigos Regulares. Recibieron la aprobación pontificia en 1699, concediéndoles la Regla de la Orden de la Anunciación de la Virgen María, otro golpe para la comunidad, puesto que siendo ellas de la familia franciscanas, los hermanos fueron agregados a la Orden de Frailes Menores.
Estanislao de Jesús y María murió el 17 de septiembre de 1701. La Orden por el fundada se propagó rápidamente por Polonia y Lituania, e incluso lograron la independencia de los Observantes en 1786, pero las supresiones del zar de Rusia, entre los siglos XVIII y XIX, la dejaron debilitada. Al punto que en 1908 solo quedaba un fraile. Una renovación a manos de Jurgis Matulaitis, reavivó la Orden como congregación en 1909 y tuvo un nuevo florecimiento.

## Culto

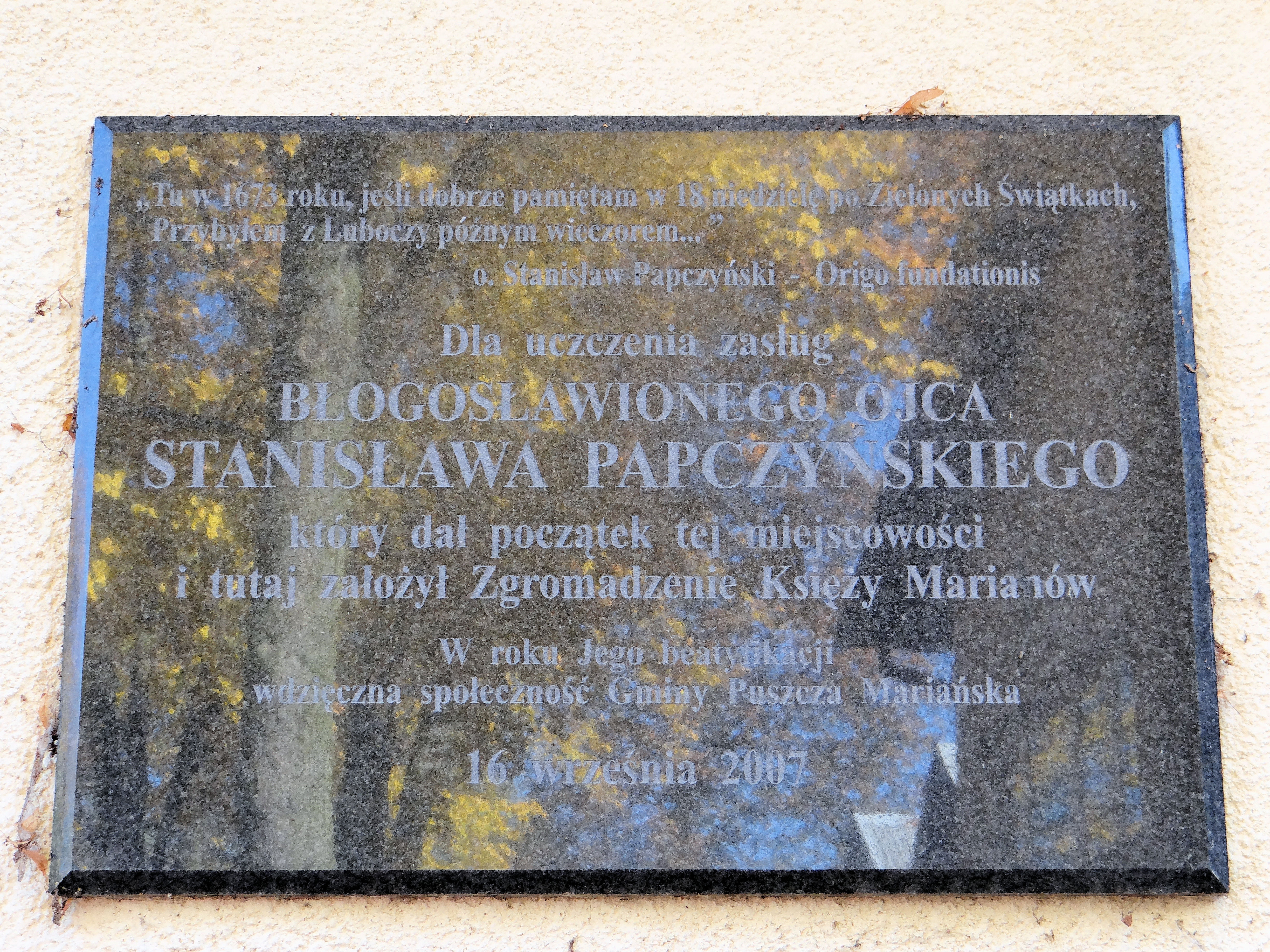
Placa de conmemoración en Puszcza Marianskè, Polonia.

Se dice que estando en vida, existía quien retenía a Estanislao de Jesús y María como santo, razón por la cual ganaría fama de confesor y predicador, desde sus tiempos de escolapio.
A los cincuenta años exactos de su muerte se inició el proceso de canonización, pero por las vicisitudes sufridas por la congregación que la llevó a la casi supresión, se abandonó. Fue reabierta en 1953, gracias al renacimiento de la congregación. Recibió el título de venerable el 13 de junio de 1992, por el papa Juan Pablo II, el 16 de septiembre de 2007 fue beatificado por el papa Benedicto XVI, y el 5 de junio de 2016 fue canonizado por el papa Francisco
Es venerado especialmente por los miembros de la Congregación de Clérigos Marianos quienes le dan el título de padre fundador. Su fiesta se celebra el 17 de diciembre.